# Prime de risque
La prime de risque est un concept de finance qui désigne un supplément de rendement exigé par un investisseur afin de compenser un niveau de risque supérieur à la moyenne.

## Concept
Ce phénomène trouve son origine dans l'aversion au risque consubstantielle aux investisseurs : ceux-ci tendent à préférer un gain faible avec une probabilité de paiement élevée à un gain élevé mais assorti d'une probabilité plus faible. La demande des actifs risqués est ainsi moins forte que celle adressée aux actifs à risque faible.
Les investisseurs exigent ainsi souvent, pour investir dans une entreprise (par l'achat d'actions ou de tout titre financier émis par des entreprises), que le rendement attendu soit supérieur à celui d'un placement non risqué, c'est-à-dire celui des emprunts d'État. Cette différence de taux, ce revenu supplémentaire espéré exigé, constitue la prime de risque.  Le taux correspondant, qui est la somme du taux non risqué et de la prime de risque, est le taux risqué. 
En période de grande euphorie (bulle spéculative), la prime de risque s'annule (neutralité au risque), voire devient négative (recherche du risque).
Sur les marchés connus, la prime de risque varie autour de 8 % à 10 %, et monte à 25 % sur les marchés avec grande incertitude. Sur les marchés "nouveaux" (nouveaux produits ou concepts), elle peut monter à 65 %.

## Histoire
Des progrès importants dans l'espérance de vie et son estimation ont lieu à partir du milieu du XVIIIe siècle, grâce aux travaux des mathématiciens tournés vers les statistiques et les probabilités, comme Daniel Bernoulli (1763), et son frère Nicolas Bernoulli,  précurseur des théories financières des Jeux et de l'aversion au risque via le Paradoxe de Saint-Pétersbourg, ou Leonhard Euler, qui a inventé au même moment le terme de  "démographie mathématique".
Toutefois, la pertinence de ces concepts fait l'objet de diverses controverses de nos jours, sous l'effet de travaux de recherche liés à la finance comportementale.

## Décomposition
La prime de risque globale d'un titre donné peut souvent être décomposée afin de rendre compte du fait que certains facteurs de risque affectent toutes les entreprises d'une même catégorie alors que certains autres éléments n'influenceront qu'une entreprise particulière. 
La prime de risque globale d'une entreprise A sera donc la somme d'une prime de risque de marché (applicable aux autres entreprises) et d'une prime de risque intrinsèque (reflétant uniquement le risque de l'entreprise A).

## Exemples
- Diverses sociétés de crédit proposent des prêts où il n'est pas nécessaire de justifier de l'utilisation de l'argent mis à disposition.  Le taux pratiqué TEG est alors souvent élevé et atteint parfois 20 % !  Ces sociétés font en effet une marge très importante sur chaque crédit mais prennent le risque de ne pas être remboursées (surendettement par exemple). Par conséquent, le surprofit gagné grâce aux personnes qui remboursent leur crédit sert à financer les pertes liées aux non-remboursements (ces organismes ne créent pas de la monnaie, ils l'achètent à la BCE à un certain taux et la revendent à un taux plus élevé à leurs clients).

- Les créateurs de Meetic ont pris énormément de risques, la réussite actuelle n'étant pas du tout prévisible. La prise de risque a été bien rémunérée (par le profit et l'augmentation de valeur de l'entreprise). S'ils avaient échoué, ils auraient eu une rémunération de - 100 % (c’est-à-dire la perte de tout le capital investi).

Nous pouvons faire le calcul de l'espérance mathématiques du gain suivant, où {\displaystyle K\,} représente le capital investi, 300% le gain assuré si le pari est gagné, {\displaystyle p\,} la probabilité que le projet réussisse et {\displaystyle q\,} la probabilité que le projet échoue.
{\displaystyle E=[3\times K]\times p+[(-1)\times K]\times q\,}
L'entreprise prend un risque, elle a donc une prime de risque qui est ici de 300 %.
Pour les puristes, {\displaystyle p=1-q\,} car soit le projet réussit, soit il échoue (voir Daniel Bernoulli) ; pour simplifier la chose, nous n'envisageons pas de solution intermédiaire (comme un « petit succès »).
Pour concrétiser la chose, nous pouvons supposer que {\displaystyle p=0,3\,} (30 % de chance que le projet aboutisse sur un succès).
Ainsi, l'espérance du gain est de {\displaystyle 3\times K\times 0,3-1\times K\times 0,7=0,2K\,}, soit un gain espéré de 20 % (donc mathématiquement, il faut prendre ce risque puisqu'il est très supérieur au taux non risqué).

### Nota
Une méthode plus rudimentaire consiste à calculer une prime de risque "instantanée", et non pas prospective basée sur l'anticipation de revenus futurs. Elle a la forme d'une simple soustraction entre :
- le « rendement bénéficiaire » (inverse du PER) sur les cours actuels des actions de l'indice boursier ;
- et le taux actuel de marché des obligations d'État à 10 ans.

Malgré son côté assez peu significatif, elle est souvent utilisée dans la presse financière pour simplifier le calcul et éviter les aléas de l'anticipation des gains.